# Подскальное
Подскальное — село в Урупском районе Карачаево-Черкесии Российской Федерации. Входит в состав Предгорненского сельского поселения.

## География
Село расположено в юго-западной части республики, на административной границе с Краснодарским краем, в долине р. Большая Лаба, вблизи села Предгорное, с которым связан ул. Шоссейная (расстояние между окраинами — около 900 м).
Возле села находится скальный массив Ахмед-кая, «Гунькина пещера».
Уличная сеть
Пять улиц: ул. 8 Марта, ул. Кооперативная, ул. Набережная, ул. Октябрьская, ул. Шоссейная.

## Население
| 2002 | 2010 | 2021 |
| ---- | ---- | ---- |
| 139  | ↗221 | ↗246 |

## Инфраструктура
Подскальное обслуживается отделением почты 369284, находящее в центре поселения — селе Предгорное.

## Транспорт
Автодорога «Бескес-Подскальное».